# Parophasma galinieri
Parophasma galinieri là một loài chim trong họ Sylviidae.